# Císařský mlýn (Pardubice)
Císařský mlýn v Pardubicích je zaniklý vodní mlýn, který stál v centru města na Městské strouze vedené z Chrudimky. Jeho dochované torzo je chráněno jako nemovitá kulturní památka České republiky.

## Historie
Mlýn byl postaven roku 1515 Vilémem z Pernštejna. Mlynář sem byl dosazován vrchností a za to odváděl úrok 250 kop míšeňských.
V roce 1531 postoupil Vojtěch z Pernštejna z panského mlýna jedno sladové kolo městu Pardubice; městští konšelé poté nechali probourat zeď sousedního domu a v takto získaném obecním mlýně čp. 13 postavili mlýnské kolo s kamenem a později také dvě kroupové stoupy.
Mletí ve mlýně bylo ukončeno roku 1910 při zrušení městské strouhy. V roce 1965 byl mlýn demolován; na zaklenutí vstupního portálu v dochované zdi je nápis:
```
"Mleyn tento wystawel Wilym wegwoda z Pernssteina 1515. Rozdelil syn geho geho Wogtech 1531. Cisař Rudolf II prestawel 1596 a mlinar Antonin Bubenik zase spogil y oprawil 1811."
[
2
]
```